# Koșivka, Cernihiv
Koșivka (în ucraineană Кошівка) este un sat în comuna Novîi Bilous din raionul Cernihiv, regiunea Cernihiv, Ucraina.

## Demografie
Componența lingvistică a localității Koșivka
     Ucraineană (97,55%)
     Rusă (2,45%)
Conform recensământului din 2001, majoritatea populației localității Koșivka era vorbitoare de ucraineană (97,55%), existând în minoritate și vorbitori de rusă (2,45%).